# 第59届戛纳电影节
第59屆坎城影展于2006年5月17日（法国当地时间）至5月28日舉行。本屆坎城影展由凡松·卡塞主持，開幕片為美國導演朗·霍華執導的《達文西密碼》，閉幕片是法國導演東尼·葛里夫執導的《尋愛之路》。本屆評審團主席由香港導演王家衛擔任，是坎城影展歷史以來首位華人評審團主席。娄烨导演的《颐和园》是本屆坎城影展上亚洲地区唯一入围竞赛单元的影片。

## 評審團

### 競賽單元
- 王家衛：導演。（評審團主席）
- 莫妮卡·貝魯奇：演員。
- :海伦娜·博纳姆·卡特：演員。
- 露柯希亞·馬泰：導演。
- 章子怡：演員。
- 山繆·傑克森：演員。
- 帕特利斯·勒公特（法语：Patrice Leconte）：導演。
- 蒂姆·罗斯：演員。
- 伊利亞·蘇萊曼：導演、演員。

## 官方單元

### 競賽片
| 中文片名           | 原文片名                        | 導演                     | 國家或地區                                    |
| ------------------ | ------------------------------- | ------------------------ | --------------------------------------------- |
| 《玩美女人》       | Volver                          | 佩德羅·阿莫多瓦          | 西班牙                                        |
| 《紅路》           | Red Road                        | 安德莉亞·阿諾德          | 英国                                          |
| 《弱者的理由》     | La Raison du plus faible        | 盧卡斯·貝沃              | 比利时                                        |
| 《光榮歲月》       | Indigènes                       | 雷契·鮑查瑞              | 法國、 摩洛哥、 比利时、 阿尔及利亚           |
| 《逃亡日記》       | Crónica de una fuga             | 亞德里安·卡泰諾          | 阿根廷                                        |
| 《適合分手的天氣》 | İklimler                        | 努里·比格·錫蘭           | 土耳其                                        |
| 《凡爾賽拜金女》   | Marie Antoinette                | 蘇菲亞·柯波拉            | 法國、 奥地利、 德国                          |
| 《青春向前行》     | Juventude em Marcha             | 佩德羅·科斯塔            | 葡萄牙                                        |
| 《羊男的迷宮》     | El Laberinto del Fauno          | 吉勒摩·戴托羅            | 墨西哥、 西班牙                               |
| 《野獸邏輯》       | Flandres                        | 布魯諾·杜蒙              | 法國                                          |
| 《查理的意見》     | Selon Charlie                   | 妮可·賈西亞              | 法國                                          |
| 《我當歌手的日子》 | Quand j'étais chanteur          | 札維耶·賈諾利            | 法國                                          |
| 《火線交錯》       | Babel                           | 阿利安卓·崗札雷·伊納利圖 | 美国、 墨西哥、 法國                          |
| 《薄暮之光》       | Laitakaupungin valot            | 阿基·郭利斯馬基          | 芬兰、 德国、 法國                            |
| 《南方傳奇》       | Southland Tales                 | 理查·凱利                | 美国                                          |
| 《快餐國家》       | Fast Food Nation                | 李察·林克雷特            | 美国、 英国                                   |
| 《吹動大麥的風》   | The Wind That Shakes the Barley | 肯·洛區                  | 爱尔兰、 英国、 德国、 義大利、 西班牙、 法國 |
| 《頤和園》         | 《頤和園》                      | 婁燁                     | 中国                                          |
| 《鱷魚白皮書》     | Il caimano                      | 南尼·莫瑞提              | 義大利                                        |
| 《家族朋友》       | L'amico di famiglia             | 保羅·索倫蒂諾            | 義大利                                        |

### 一種注目
- Nikolay KHOMERIKI - 977 (5月27日)
- Djamshed USMONOV - POUR ALLER AU CIEL, IL FAUT MOURIR (5月23日)
- Rabah AMEUR-ZAÏMECHE - BLED NUMBER ONE (5月20日)
- Catalin MITULESCU - CUM MI-AM PETRECUT SFARSITUL LUMII 《我如何慶祝世界末日》(5月23日)
- Jacques FIESCHI - LA CALIFORNIE (5月26日)
- 彭氏兄弟 - 《鬼域》（Re-Cycle）(5月27日)
- Paz ENCINA - HAMACA PARAGUAYA (5月18日)
- 王超 - 《江城夏日》（Luxury Car）(5月22日)
- Patrick GRANDPERRET - MEURTRIÈRES (5月21日)
- 聯合執導 - PARIS, JE T'AIME 《巴黎我愛你》(5月18日)
- Marco BELLOCCHIO - IL REGISTA DI MATRIMONI (5月20日)
- Manuel HUERGA - SALVADOR (5月23日)
- Richard LINKLATER - A SCANNER DARKLY 《心機掃瞄》(5月25日)
- Garin NUGROHO - SERAMBI (5月21日)
- Paul GOLDMAN - LE FEU SOUS LA PEAU (5月24日)
- György PÁLFI - TAXIDERMIE (5月19日)
- Rolf DE HEER - TEN CANOES (5月19日)
- Denis DERCOURT - LA TOURNEUSE DE PAGES 《情謎變奏曲》(5月19日)
- Murali K. THALLURI - 2h37 (5月26日)
- YOON Jong-Bin - THE UNFORGIVEN 《兄弟之情斷背未滿》(5月18日)
- Stefan FALDBAKKEN - Uro (5月22日)
- Francisco VARGAS - EL VIOLIN 《小提琴革命曲》(5月24日)
- Kristijonas VILDZIUNAS - TOI ETRE MOI (5月25日)
- Slawomir FABICKI - L'HOMME DE MAIN (5月25日)

## 獎項
本屆坎城影展頒獎典禮於5月28日舉行。

### 競賽片
- 金棕櫚獎：《吹動大麥的風》 - 肯·洛區
- 評審團大獎：《野獸邏輯（法语：Flandres (film)）》 - 布魯諾·杜蒙
- 最佳導演獎:：阿利安卓·崗札雷·伊納利圖 - 《火線交錯》
- 最佳劇本獎：佩德羅·阿莫多瓦 - 《玩美女人》
- 最佳男演員獎：賈梅·德布茲、沙米·納西利、洛契迪·森姆、山米·布亞拉（法语：Sami Bouajila）、伯納德·布蘭卡恩（法语：Bernard Blancan） - 《光榮歲月》
- 最佳女演員獎：潘妮洛普·克魯茲、卡門·莫拉、蘿拉·杜納斯、查斯·拉姆普雷芙、布蘭卡·波提羅、尤漢娜·柯博 - 《玩美女人》
- 評審團獎：《紅路（英语：Red Road (film)）》 - 安德莉亞·阿諾德

### 競賽短片
- 短片金棕櫚獎：《嗅探員》  - 博比·皮爾斯
- 特別提及：《Conte de quartier》 - 弗洛朗絲·米埃勒（法语：Florence MIAILHE）

### 一種注目
- 一種注目大獎：《江城夏日》 - 王超
- 評審團特別獎：《十隻獨木舟（英语：Ten Canoes）》 - 羅夫·迪·希爾（英语：Rolf de Heer）
- 最佳男演員獎：安傑爾·塔維拉 - 《小提琴革命曲（英语：The Violin）》
- 最佳女演員獎：桃樂絲亞・佩崔亞（英语：Dorotheea Petre） -  《我如何慶祝世界末日（英语：The Way I Spent the End of the World）》
- 評審團主席獎：《謀殺犯（英语：Murderers (film)）》 - 派屈克·葛蘭德珀雷（英语：Patrick Grandperret）

### 導演雙週
- 藝術論文獎：《屋頂上的童年時光（英语：Along the Ridge）》 - 吉姆·罗斯·斯图尔特
- 年輕視野獎：《炸彈女的日與夜（英语：Day Night Day Night）》 - 茱莉亞·羅堤（英语：Julia Loktev）

### 國際影評人週
- 評審團大獎：《邪惡友誼（英语：Poison Friends）》 - 艾曼紐埃爾·布迪厄（英语：Emmanuel Bourdi）
- 年輕視野獎：《魚之夢（英语：Sonhos de Peixe）》 - Kirill Mikhanovsky

### 金攝影機獎
金攝影機獎：《1208全民開講》 – 柯內流·波蘭波宇

### 電影協會
- 第一名：《Ge & Zeta》 - Gustavo Riet
- 第二名：《Mr. Schwartz, Mr. Hazen & Mr. Horlocker》 - Stefan Mueller
- 第三名：《Mother》 - Sian HEDER 、《A Virus》 - Ágnes Kocsis

### 獨立單位獎項
- 費比西獎：
  - 正式競賽單元：《適合分手的天氣（土耳其語：İklimler）》 － 努里·比格·錫蘭
  - 一種注目單元：《巴拉圭的悠悠時光（英语：Paraguayan Hammock）》 － 帕茲·安希納（英语：Paz Encina）
  - 導演雙週單元：《恐怖幻象（英语：Bug (2006 film)）》 － 威廉·弗萊德金